# Cristina Almeida (política)
Maria  Cristina do Rosário Almeida Mendes, mais conhecida como Cristina Almeida (Macapá, 2 de maio de 1953) é uma  socióloga, administradora e política brasileira. Exerce o cargo de deputada estadual  desde 2011.

## Biografia
Cristina nasceu no antigo bairro Alto e criada no bairro do Laguinho. É filha de Lourenço Tavares de Almeida e Luíza do Rosário Almeida. A família tem raízes na comunidade do Carmo do Macacoari e no Formigueiro.
Em, 1989 foi aprovada no primeiro concurso público para ingresso de mulheres no quadro da Polícia Militar do Amapá e passou a integrar a primeira turma de policiais femininas do ex território.
Cristina é formada em Administração de Empresas pela Universidade da Amazônia. Foi aprovada em dois concursos públicos e desde 1990 é funcionária da Assembleia Legislativa do Estado.
Militante do movimento negro desde 1998, faz parte da UNA (União dos Negros do Amapá). Também fundou o IMENA – Instituto de Mulheres Negras do Amapá.
Foi Secretária Estadual da Indústria, Comércio e Mineração (SEICOM) durante o segundo mandato de João Alberto Capiberibe no Governo do Estado e, em 2003, assumiu a Secretaria Municipal de Meio Ambiente e Turismo (SEMAT), na Prefeitura de Macapá. De 2003 a 2006 exerceu a Superintendência Regional do Instituto Nacional de Colonização e Reforma Agrária – INCRA/AP.
Como presidente do INCRA foi responsável pela primeira titulação de áreas quilombolas no Amapá: Conceição do Macacoari e Mel da Pedreira, reconhecidas pela Fundação Palmares como remanescentes de quilombos.
Também foi dela a iniciativa pelo único levantamento de terras públicas no Amapá, que resultou em denúncia formal junto ao Ministério Público Federal apontando autoridades locais como responsáveis pela grilagem de terras da União. Cristina também é dançarina de marabaixo, dança típica do Amapá, de raiz africana

## Carreira política
Iniciou sua carreira política em 2006, quando foi candidata ao Senado na chapa de João Capiberibe (PSB).Terminou a eleição com 123.738 votos, perdendo para o então senador José Sarney. Em 2008, elege-se vereadora de Macapá. Nas eleições de 2010 é eleita deputada estadual com 4.421 votos, sendo a primeira mulher negra a ser eleita deputada estadual no estado.  Foi reeleita com 5.883 votos em 2014, ficando na oitava posição. Em 2018 é eleita novamente deputada estadual.
Foi candidata a prefeitura de Macapá em 2012, na coligação Frente Popular (PSB/PT/PPL/PTN), ficando na terceira posição, com 16,54% dos votos válidos. Durante a propaganda eleitoral, Cristina envolveu-se em uma série de polemicas.  No seu horário eleitoral, Cristina afirmou que o então prefeito Roberto Góes, preso na Operação Mãos Limpas, em 2010, ainda cumpria restrições devido a operação, sendo uma delas a proibição de sair e de permanecer em certos lugares públicos após as 22 horas.  Outra propaganda que gerou repercussão foi quando o programa eleitoral de Cristina passou a exibir flashes de Roberto (em 2008) prometendo melhorias para áreas da educação, saúde, emprego e renda. Em seguida, um fantoche (segurando um pedaço de madeira) cantava: toc-toc-toc bate na madeira. Roberto outra vez, nem de brincadeira. Em seguida, o boneco quebrava a tela da televisão com o rosto de Roberto Góes.